# Deutsche Gesellschaft für Musikpsychologie
Die Deutsche Gesellschaft für Musikpsychologie e. V. (DGM) ist Europas größte nationale wissenschaftliche Gesellschaft auf diesem Gebiet. Sie wurde 1983 durch Klaus-Ernst Behne, Günter Kleinen und Helga de la Motte-Haber gegründet.
Ihr Ziel ist es, musikpsychologische Forschung, wissenschaftlichen Nachwuchs und die musikpsychologische Diskussion zu fördern. Die Gesellschaft ist interdisziplinär zwischen Musikwissenschaft, Psychologie,  Sozial- und Kulturwissenschaften, Akustik, Musikermedizin und Musikpädagogik angesiedelt und steht Interessenten aller Berufsgruppen und wissenschaftlichen Ausrichtungen offen. Sie unterhält Kontakte mit verwandten Organisationen des In- und Auslandes (z. B. Arbeitskreis für musikpädagogische Forschung (AMPF), Deutsche Gesellschaft für Psychologie (DGPs), Deutsche Gesellschaft für Akustik (DEGA), European Society for the Cognitive Sciences of Music (ESCOM), Society for Music Perception and Cognition (SMPC), Society for Music Psychology and Education (SEMPRE), Asia-Pacific Society for the Cognitive Science of Music (APSCOM)).
Jedes Jahr findet an wechselnden Standorten eine öffentliche Tagung statt; außerdem lässt die DGM seit 1984 von einem Herausgebergremium das begutachtete „Jahrbuch Musikpsychologie“ publizieren, das seit 2018 als Open Access Journal
erscheint.